# Plectiscidea separata
Plectiscidea separata är en stekelart som först beskrevs av André Seyrig 1934.  Plectiscidea separata ingår i släktet Plectiscidea och familjen brokparasitsteklar. Inga underarter finns listade i Catalogue of Life.